# Corne de Bamberg
La Corne de Bamberg (Bamberger Hoerndl ou Bamberger Hörnchen ou Bamberger Hörnla) est une variété de pomme de terre traditionnelle allemande, créée avant 1819, originaire de Franconie. Elle présente une grande similarité avec une variété ancienne française, la Ratte.
C'est une pomme de terre à chair ferme, à la chair jaune pâle au goût de noisette. Les tubercules sont petits, allongés et incurvés en forme de croissant. Elle a une bonne tenue à la cuisson et se prête à la préparation en salade.
Elle est cultivée principalement dans le sud de l'Allemagne. Sa culture est difficile à cause des rendements irréguliers et faibles, et de la nécessité de la récolter à la main compte tenu de la faible taille des tubercules.
C'est une variété qui était en voie d'extinction mais qui a connu un certain regain avec la mode du retour aux variétés traditionnelles.
Hors de sa région de culture c'est une variété qui n'est pas commercialisée en dehors de commerces spécialisés, épiceries fines ou magasins bio.
À l'occasion de l'année internationale de la pomme de terre, la corne de Bamberg a été élue « pomme de terre de l'année 2008 » en Allemagne par des organisations agricoles et environnementales.
En 2010, cette pomme de terre a fait l'objet d'une demande de classement en IGP (Indication géographique protégée) au niveau européen sous le nom de Bamberger Hörnla.